# アヤチ
アヤチ（Ayači, モンゴル語: Аяч, 中国語: 愛牙赤, ? - 1324年）とは、モンゴル帝国第5代皇帝クビライ・カーンの庶子で、モンゴル帝国の皇族。『元史』などの漢文史料では愛牙赤大王／愛也赤、ペルシア語史料ではاباچیĀbāchīと記される。

## 概要
『集史』によると、アヤチの母親はモンゴル帝国建国の功臣であるボロクルの娘フシュチン（هوشیجینHūshījīn）であったという。フシュチンはクビライの妃（ハトゥン）たちの中では比較的身分が低く、フシュチンより生まれたアヤチとココチュはクビライの諸子の中でも扱いの低い存在であった。
アヤチの生年は不明であるが、至元9年（1272年）にはクビライより馬を下賜されたことが記録されている。しかし他の兄弟（嫡出の3子、フゲチとアウルクチ）が次々と王号を与えられ各地の統治に携わるのに対し、アヤチは10年近く何の王号も与えられておらずその事蹟は不明である。
至元21年（1284年）になるとようやく弟のココチュが第五ランクの寧遠王に封ぜられ、アヤチもまた鈔21643錠を賜り、翌至元22年（1285年）に銀印を与えられた。これによって王号こそ与えられなかったものの、独自のウルスの形成が認められたものと見られる。アヤチの所部は河西地方に位置していた。
至元24年（1287年）にオッチギン家のナヤンを中心として東方三王家が叛乱を起こすと、クビライ率いる本隊とは別にアヤチは遼東・遼西方面軍を率いて叛乱鎮圧に当たった。アヤチ率いる別働隊はアヤチと僉院の漢爪・監司の脱脱台率いる部隊、ジャライル部出身のタチュとジャライル国王家出身のアラーウッディーン率いる部隊、北京宣慰使の亦力撒合と北京宣慰司都事の王徳亮率いる部隊の3部隊より構成されていた。
アヤチが相対したのは咸平に侵攻したカサル家のシクドゥルであったが、東方三王家に呼応して出兵した女直人の攻撃によってアヤチ率いる部隊は一時敗退した。この際にアヤチは捕らえられかけたが、タチュらの奮戦によって遼河を渡り逃げ切ることができた。6月には叛乱の首謀者であるナヤンがクビライ率いる本隊との決戦に敗れて捕殺されたこともあり、7月には体勢を立て直したアヤチ率いる部隊によってシクドゥル勢力も平定された。
翌至元25年（1288年）にはナヤンの乱鎮圧の功績によって金・銀・絲・綿・金素幣・絹・馬・羊・駱駝・牛といった多くの下賜を受けている。これ以後アヤチに関する記載はなく、ナヤンの乱鎮圧後しばらくして亡くなったものと見られる。

## 子孫
- アヤチ（Ayači, 愛牙赤大王／اباچیĀbāchī）
  - エブゲン（Ebügen, 阿木干大王）
    - エディグ・ブカ（Edigü Buqa, 也的古不花王）

  - ブヤン・テムル（Buyan Temür, 孛顔帖木児王）